# Rio Seridó
Rio Seridó, em Caicó
O rio Seridó é um curso de água que banha os estados do Rio Grande do Norte e da Paraíba, no Brasil.
É a principal sub-bacia integrante da bacia hidrográfica do Piranhas-Açu. As áreas limítrofes da bacia se inserem na quadrícula de coordenadas geográficas 6°02' a 6º58' de latitude sul e 36º15' a 37º17' de longitude oeste.
Sua bacia engloba 17 municípios. Sua nascente se localiza no sopé da serra dos Cariris ou serra do Alagamar, no município paraibano de Cubati. Ainda na Paraíba, o rio Seridó é represado no município de mesmo nome e durante muito tempo foi a fonte de abastecimento da cidade de São Vicente do Seridó.
Logo após a época de cheias, quando o rio transborda a represa, foram-se piscinas naturais na serra Branca, que fica localizada no município de Seridó, próximo à divisa entre os municípios  de Pedra Lavrada e Parelhas. Depois penetra no território potiguar pelo município de Parelhas, onde é represado, formando a Barragem Boqueirão. Em seguida seu leito percorre os municípios de Jardim do Seridó, São José do Seridó, Caicó e São Fernando, nesse último, a cerca de quatro léguas ao norte do município, o rio desemboca no rio Piranhas. Sua bacia contém 486 açudes, sendo 45 públicos e 436 privados, a maioria nos rios Acauã, São José, Sabugi e Barra Nova.